# Kärrfuktspindel
Kärrfuktspindel (Robertus insignis) är en spindelart som beskrevs av O. Pickard-Cambridge 1907. Kärrfuktspindel ingår i släktet fuktspindlar, och familjen klotspindlar. Enligt den svenska rödlistan är arten akut hotad i Sverige. Arten förekommer på Öland. Artens livsmiljö är våtmarker. Inga underarter finns listade i Catalogue of Life.